# Aristokratische Republik
Aristokratische Republik bezeichnet eine Herrschaftsform, in welcher idealtypisch die Besten, real eher die Wohlhabendsten im Rahmen einer republikanischen Staatsform herrschen. Oft wird aber aristokratische Herrschaft mit der des Adels gleichgesetzt. Man spricht auch von einer Adelsrepublik als einer besonderen Form des Ständestaates. Abweichend davon existierten jedoch auch bürgerliche Patrizierherrschaften im Rahmen der Städtearistokratien.
Solche ständestaatliche Tendenzen waren im 16. Jahrhundert in ganz Europa verbreitet. Sie waren Erbe hochmittelalterlicher Städtegründungen, Stadtwirtschaften und Ständebildungen in schwach organisierten Ländern oder Ergebnis eines erfolgreichen Abwehrkampfes gegen zentralistische Herrschaftsbestrebungen führender Fürsten. Es existierten jedoch bereits zuvor im antiken Kontext ähnliche Staatsgebilde (vgl. z. B. römischer Senat, germanische Adelsherrschaften). Vom Wesen her ein autonomer Ständestaat, waren aristokratische Republiken dadurch gekennzeichnet, dass sie nur von einem privilegierten Stand, dem Patriziat, ratsfähigen Familien oder einer Adelsschicht dominiert wurden. Letztlich unterlagen sie dem Expansionsdrang absolutistischer Staaten, den sich herausbildenden Nationalstaaten sowie neuem demokratischen Gedankengut und scheiterten am fehlenden Reformwillen der führenden Schicht.

## Systemmerkmale
Im Konflikt zwischen den Ständen etablierten sich im Europa vor allem mit den Städtegründungen bis zum 13. Jahrhundert neben den feudalen Herrschaftsformen mit Tendenz zu absolutistischer Staatsausrichtung andere Staatsformen, Stadtwirtschaft sowie Adelsrepubliken. Darunter sind politische Systeme zu verstehen, in dem ein Zusammenschluss von autogenen Ständen oder auch Adelsfamilien sich dem Zugriff zentralistischer Fürstenherrschaft entzogen und nicht als Vasallen einer zentralen Monarchie anzusehen sind. Ihre Interessen sicherten sie durch Vertretungsgremien mit privilegiertem Zugang wie städtische Räte oder Generalständeversammlungen ab. Diese Instrumente sicherte ihnen politische Autonomie, ohne sich wie in libertären Systemen wie in England oder den Niederlanden bürgerlichen Impulsen zu öffnen und ein gesamtstaatliches Bewusstsein zu entwickeln.
Inwieweit aristokratische, nichtadlige Ständestaaten als eine eigenständige Wirtschaftsform anzusehen sind, ist umstritten.  Adelige Ständestaaten existierten idealtypisch auf Grundlage feudaler Wirtschaftsweisen.

## Adelsrepubliken
Abgesehen von den anders verfassten antiken Stadtstaaten (siehe Polis), haben sich die späteren adeligen Ständestaaten etwa in Ländern ohne bürgerliche Traditionen herausgebildet. Bis zur Unterwerfung durch das Haus Österreich 1627 war das Königreich Böhmen eine Adelsrepublik, in der der König nur eine von den Ständen abhängige Rolle spielte. Auch in Nowgorod oder der Republik Pskow spielten der Adel – teils zusammen mit dem Bürgertum – eine entscheidende Rolle, sodass sie als frühe Adelsrepubliken erachtet werden können.
Bekanntestes Beispiel einer frühneuzeitlichen Adelsrepublik stellte Polen-Litauen mit dem System der Goldenen Freiheit, dem Prinzip der Konföderationsbildung, Liberum Veto und einem Ständeparlament dar. Der Begriff Adelsrepublik ist allerdings nicht unproblematisch (er entstand erst in der aufgeklärten Publizistik als republique des nobles); genauer ist die Bezeichnung als „gemischte Monarchie“ (monarchia mixta). Denn trotz Wahlmonarchie und aller späteren verfassungsrechtlichen Vorgänge blieb die polnische Adelsrepublik bis zur Verfassung vom 3. Mai 1791 ein feudaler Ständestaat unter der faktischen Herrschaft der Magnatenaristokratie.
Auch außerhalb Europas finden und fanden sich zahlreiche empirische Fallbeispiele für Adelsrepubliken (z. B. Hawaii, Japan, Malaysia).
Relikte aus Zeiten der Adelsherrschaft finden sich jedoch teilweise auch heute noch in modernen Demokratien, beispielsweise dem britischen Oberhaus als Vertretung des Adels und des Klerus.

## Städtearistokratien
Bürgerliche Republiken mit aristokratischer Verfassungsordnung waren die italienischen Stadtstaaten sowie einige deutsche freie Reichsstädte. Sie besaßen trotz aristokratischer, oft adelig anmutender Staatsorganisation keine Feudalherrschaft, sondern waren Zeugnisse mittelalterlicher und frühneuzeitlicher bürgerlicher Gesellschaften.
Das gilt in Italien z. B. für Florenz, Genua, Pisa, Venedig, in Deutschland z. B. für Augsburg, Frankfurt, Hamburg, Lübeck, Nürnberg (siehe auch: Patriziat (Nürnberg)), in der Schweiz für das Patriziat in der Alten Eidgenossenschaft, wie etwa das Berner Patriziat, das Luzerner Patriziat oder den Daig (Patriziat von Basel). In der Republik der Vereinigten Niederlande gaben die Handelsstädte den Ton an, in ihnen wiederum das Patriziat, die mächtigsten waren die Regenten von Amsterdam.

### Venedig
In der Republik Venedig konstituierte sich im 13./14. Jahrhundert der herrschende Stand, die venezianischen Nobilhòmini, aus einer breiten Kaufmannsschicht heraus politisch als Großer Rat. Sie blieben immer Kaufleute bis zur Auflösung der sogenannten venezianischen Adelsrepublik 1797, verstanden sich aber gleichwohl als Adlige.
Siehe im Einzelnen Politische Institutionen der Republik Venedig und Herrschende Familienverbände

### Hamburg
In Hamburg bildete sich im 13. Jahrhundert eine Bürgerrepublik heraus, die jedoch oligarchische Züge trug und deren Verfassungsordnung daher ungeachtet des Ausschlusses des Adels als eine aristokratische und nicht als eine demokratische interpretiert wurde.
1189 soll Kaiser Friedrich I. Barbarossa der Stadt den Freibrief überreicht haben. 1270 trat das „Ordeelbook“ (Urteilbuch) mit seinen Bestimmungen für das Zivil-, Straf- und Prozessrecht in Kraft, in dem der Begriff „freie Stadt“ verwendet wurde. Seit 1292 hatte der Rat Hamburgs gesetzgebende Gewalt.
Schon im Stadtbuch von 1276 wurde Rittern das Wohnen innerhalb der Wälle Hamburgs untersagt. Bis 1860 galt das Verfassungsverbot des Erwerbs von innerstädtischen Grundstücken durch Adelige in Hamburg. Auswärtige Adelige konnten in Hamburg kein Bürgerrecht erwerben und sich nicht am öffentlichen Leben beteiligen. Ebenso war ein Bürger, der ein Adelsprädikat eines fremden Herrschers annahm, fortan von der Teilnahme am politischen Leben seiner Heimatstadt ausgeschlossen. Das galt in gleicher Weise für Nobilitierungen während des Heiligen Römischen Reiches, obgleich Hamburg diesem angehörte.
‚Bürgerlich‘ und ‚demokratisch‘ hieß in Hamburg mithin: klassenbewusst und autokratisch. Die Stadtherrschaft lag in den Händen der Hansekaufleute und nach dem Untergang der Hanse Anfang des 17. Jahrhunderts in den Händen der Hanseaten, der dünnen, sich streng abgrenzenden Oberschicht der souveränen Republiken Hamburg, Bremen und Lübeck (dort zusammengeschlossen in der Zirkelgesellschaft und bis 1848 verfassungsrechtlich privilegiert), welche in Hamburg die Stadtherrschaft  bis zur Novemberrevolution 1918/1919 in ihren Händen hielt.